# Череньяно
Череньяно (итал. Ceregnano, вен. Zernian) — коммуна в Италии, располагается в провинции Ровиго области Венеция.
Население составляет 3942 человека, плотность населения составляет 131 чел./км². Занимает площадь 30 км². Почтовый индекс — 45010. Телефонный код — 0425.
Покровителем коммуны почитается святитель Мартин Турский, празднование 11 ноября.